# 20 (rete televisiva)
20 è un canale televisivo italiano edito da Mediaset.

## Storia
In seguito all'acquisizione dell'LCN 20 dal gruppo Television Broadcasting System, già dal 5 maggio 2017 Mediaset aveva trasmesso una programmazione diversa costituita da fiction e telenovelas dei suoi palinsesti, con ancora il marchio Retecapri, fino al 22 marzo 2018, per poi lasciare il posto a un cartello e successivamente anche ai promo pubblicizzanti il nuovo canale 20.
Le trasmissioni iniziano ufficialmente alle 19:30 del 3 aprile 2018 con il prepartita di andata dei quarti di finale di Champions League tra Juventus e Real Madrid seguito dalla relativa partita in esclusiva in chiaro, che raccoglie una media di 6.569.000 spettatori e il 23,35% di ascolti, risultando dunque essere il programma più seguito della serata.
Da agosto 2021 vengono trasmesse inoltre, per la prima volta in esclusiva, le partite della Coppa Italia a partire dai trentaduesimi.

## Diffusione
Attualmente il canale è diffuso solo in alta definizione sul digitale terrestre nel mux Mediaset 3 alla LCN 20 e duplicato alle posizioni 120 e 520, su Tivùsat alla LCN 20 e su Sky alla LCN 120 (Hotbird) e in streaming su Mediaset Infinity e TIMvision.
Dal 1º giugno 2018 è disponibile in HD anche sul digitale terrestre sull'LCN 520 nel mux La3.
Dal 12 settembre 2018 è disponibile anche la versione in definizione standard su Tivùsat.
Dal 2 gennaio 2019 diventa disponibile anche all'interno della piattaforma Sky Italia al canale 151.
Il 28 febbraio 2019 la versione HD sul digitale terrestre si sposta nel mux Mediaset 3.
Il 20 novembre 2019, in seguito ad una riorganizzazione delle frequenze e alla chiusura del multiplex La3, viene chiusa la versione in HD sul digitale terrestre, rimanendo disponibile solo sul satellite.
Il 14 settembre 2020 la versione SD del canale presente su Tivùsat diviene provvisoria con un avviso che ne annuncia la chiusura, avvenuta il 28 dicembre successivo.
Il 20 ottobre 2021 la versione HD torna disponibile sul digitale terrestre nel mux Mediaset 3 in sostituzione di quella SD, che resta visibile provvisoriamente nel mux Mediaset 2 sulle LCN 120 e 520, fino al suo spegnimento definitivo avvenuto il 21 dicembre 2022.

## Palinsesto attuale
Il palinsesto del canale è costituito principalmente da film, serie TV e talvolta anche eventi calcistici e sportivi.
I film trasmessi sono principalmente del genere d'azione e sci-fi.

### Serie TV
- The Big Bang Theory
- Bob Hearts Abishola
- Chicago Fire (st. 2+)
- Chicago Med
- Person of Interest
- Arrow (st. 3-5, 8)
- The Flash (st. 1-3, 6+)
- Legends of Tomorrow (st. 5+)
- Batwoman
- Naomi
- Superman & Lois
- Magnum P.I.
- Lethal Weapon
- Blindspot
- The Equalizer
- Walker
- All American (st. 2+)
- The Last Ship
- The Cleaning Lady
- New Amsterdam
- Dr. House - Medical Division
- Chuck
- Manifest (st. 2-3)
- La Brea
- Kung Fu
- Legacies
- Distretto di Polizia

### Sport
- Formula E (dal 2019)
- UEFA Champions League (dal 2019)
- Coppa Italia LIVE (dal 2021)
- Extreme E (dal 2021)
- Pressing (dal 2021)
- America’s Cup (dal 2023)
- Qualificazioni agli Europei di Calcio (dal 2023)
- Super Bowl LIV

### Intrattenimento
- Show reel

## Ascolti

### Share mensile di 20
Dati Auditel relativi al giorno medio mensile sul target individui 4+.
| Anno | Gen   | Feb   | Mar   | Apr   | Mag   | Giu   | Lug   | Ago   | Set   | Ott   | Nov   | Dic   | Media anno |
| ---- | ----- | ----- | ----- | ----- | ----- | ----- | ----- | ----- | ----- | ----- | ----- | ----- | ---------- |
| 2018 | -     | -     | -     | 1,16% | 0,98% | 1,04% | 0,99% | 0,98% | 0,81% | 0,83% | 0,83% | 0,83% | 0,67%      |
| 2019 | 0,82% | 0,80% | 0,89% | 0,87% | 0,89% | 0,96% | 0,97% | 0,96% | 0,90% | 0,90% | 0,88% | 0,91% | 0,89%      |
| 2020 | 0,85% | 0,72% | 0,71% | 0,97% | 0,97% | 0,99% | 1,05% | 1,01% | 0,98% | 0,95% | 0,93% | 0,96% | 0,92%      |
| 2021 | 0,83% | 0,96% | 0,81% | 0,93% | 0,92% | 0,84% | 0,89% | 0,93% | 0,86% | 0,86% | 0,85% | 0,99% | 0,89%      |
| 2022 | 0,92% | 0,81% | 1,27% | 1,01% | 0,95% | 1,15% | 1,24% | 1,23% | 1,28% | 1,34% | 1,19% | 1,27% | 1,09%      |
| 2023 | 1,15% | 1,04% | 1,23% | 1,22% | 1,14% | 1,23% | 1,19% | 1,29% | 1,21% | 1,21% | 1,05% | 1,09% | 1,17%      |
| 2024 | 1,02% | 0,91% | 1,09% | 1,13% | 1,12% | 0,98% | 1,05% | 1,11% | 1,23% | 1,11% | 1,17% | 1,21% | 1,09%      |
| 2025 | 1,02% | 0,94% | 1,02% | 1,09% | 1,02% | 1,05% |       |       |       |       |       |       |            |